# 彼得·瑙曼
彼得·瑙曼（德語：Peter Naumann，1941年10月12日—），德国男子帆船运动员。他曾代表西德参加1968年和1972年夏季奥林匹克运动会帆船比赛，获得一枚银牌和一枚铜牌。